# Rubus guentheri
Rubus guentheri — вид квіткових рослин родини трояндових (Rosaceae).

## Поширення
Поширення: Німеччина, Чехія, Польща, Словаччина, Україна.
В Україні наводиться лише для Карпат.

## Галерея

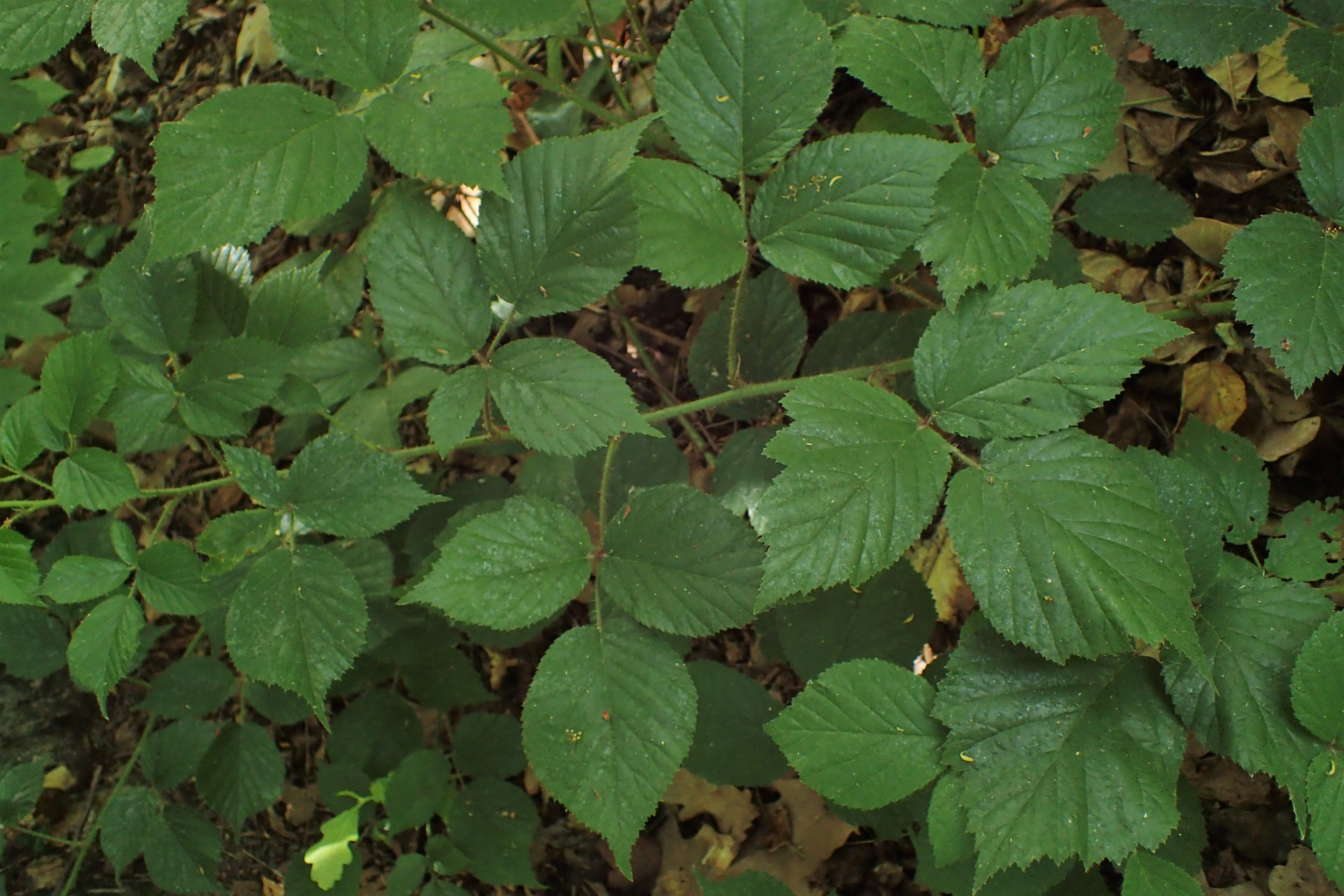
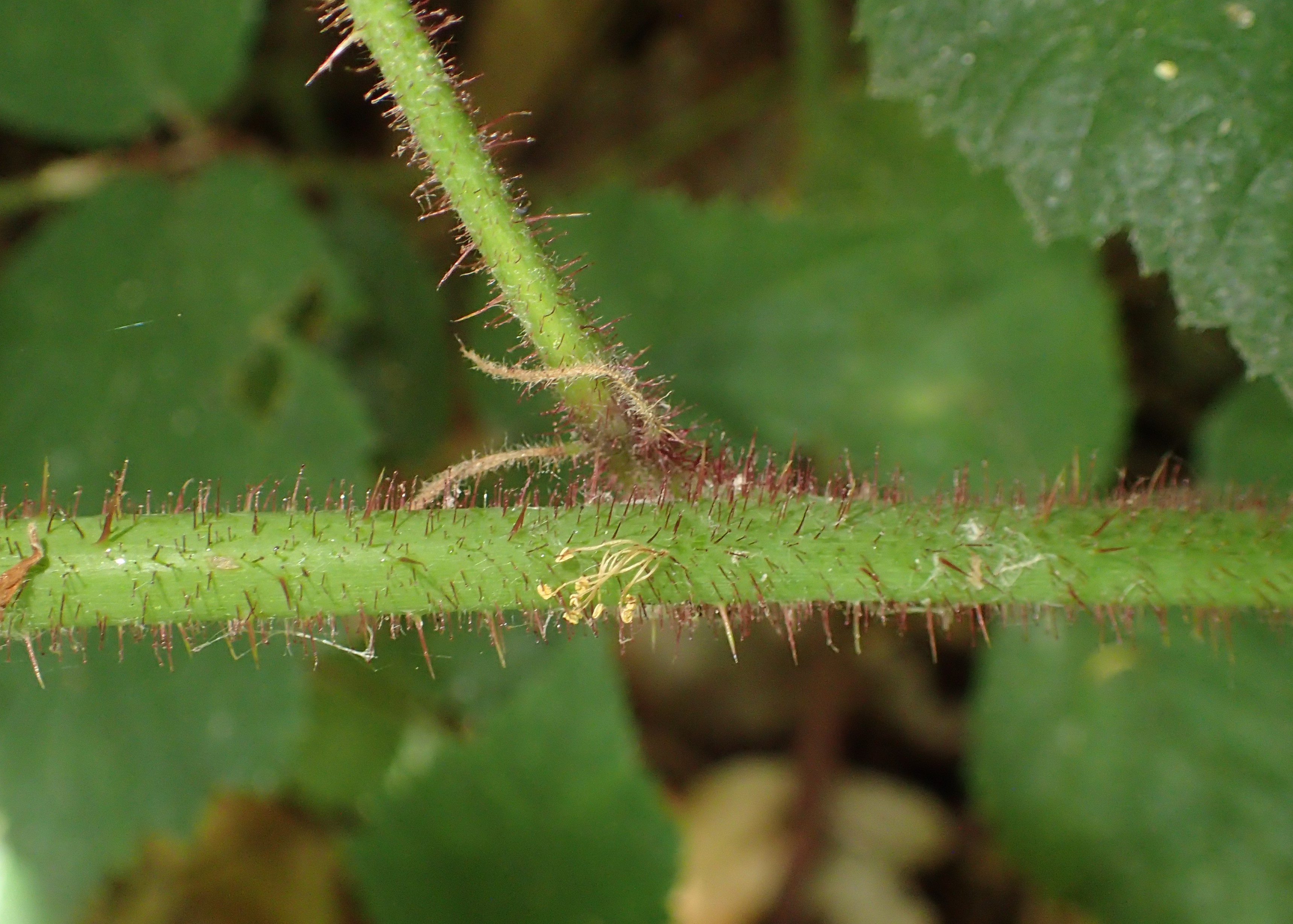